# Brandenburgischer Landespokal 2014/15
Der Krombacher Pokal 2014/15 war die 25. Austragung des brandenburgischen Landespokals der Männer im Amateurfußball. Der FC Energie Cottbus setzte sich, am 6. Mai 2015, im Finale gegen den FSV Union Fürstenwalde mit 3:2 durch und wurde, zum sechsten Mal, Landespokalsieger. Durch diesen Sieg qualifizierte sich der FC Energie Cottbus für den DFB-Pokal 2015/16.
Das Endspiel fand im Friedrich-Friesen-Stadion in Fürstenwalde statt.

## Termine
Die Spiele des brandenburgischen Landespokals wurden an folgenden Terminen ausgetragen:
Qualifikation: 9. August 2014

1. Hauptrunde: 9. – 17. August 2014

2. Hauptrunde: 2. – 10. September 2014

Achtelfinale: 10. – 12. Oktober 2014

Viertelfinale: 15. – 16. November 2014

Halbfinale: 2. März 2015

Finale: 6. Mai 2015

## Teilnehmende Mannschaften
Für den Brandenburgischen Landespokal 2014/15 qualifizierten sich alle brandenburgischen Mannschaften der 3. Liga, Regionalliga Nordost, Oberliga Nordost, Brandenburg-Liga, Landesliga, sowie die 17 Kreispokalsieger. Ausnahme sind zweite Mannschaften höherklassiger Vereine.
Folgende Mannschaften nahmen in diesem Jahr am Brandenburgischen Landespokal teil (In Klammern ist die Ligaebene angegeben, in der der Verein spielt):
| 3. Liga brandenburgische Vertreter der Saison 2014/15 | Regionalliga Nordost brandenburgische Vertreter der Saison 2014/15 | Oberliga Nordost brandenburgische Vertreter der Saison 2014/15 | Brandenburg-Liga 16 Vertreter der Saison 2014/15 | Landesliga Staffel Nord 15 Vertreter der Saison 2014/15 | Landesliga Staffel Süd 14 Vertreter der Saison 2014/15 |
| FC Energie Cottbus (3L) | SV Babelsberg 03 (RL)                                              | FSV Optik Rathenow (OL) SV Germania 90 Schöneiche (OL) FSV 63 Luckenwalde (OL) FSV Union Fürstenwalde (OL) FC Strausberg (OL) Brandenburger SC Süd 05 (OL) SV Altlüdersdorf (OL) | FC Stahl Brandenburg (VL) Werderaner FC Viktoria 1920 (VL) Märkischer SV 1919 Neuruppin (VL) FV Preussen Eberswalde (VL) SC Eintracht Miersdorf/Zeuthen (VL) Breesener SV Guben Nord (VL) SV Falkensee-Finkenkrug (VL) Eisenhüttenstädter FC Stahl (VL) VfB Hohenleipisch 1912 (VL) SV Victoria Seelow (VL) Oranienburger FC Eintracht 1901 (VL) RSV Waltersdorf 1909 (VL) RSV Eintracht 1949 (VL) FC 98 Hennigsdorf (VL) TuS 1896 Sachsenhausen (VL) 1. FC Frankfurt (VL) | SV Grün-Weiß Brieselang (LL) SV Schwarz-Rot Neustadt (Dosse) (LL) FSV Bernau (LL) TSV Chemie Premnitz (LL) TSG Einheit Bernau (LL) SG Union Klosterfelde (LL) FC Schwedt 02 (LL) FSV Babelsberg 74 (LL) Schönwalder SV (LL) SC Oberhavel Velten (LL) SG Michendorf (LL) FSV Forst Borgsdorf (LL) SSV Einheit Perleberg (LL) FC Falkenthaler Füchse 1994 (LL) SC Victoria 1914 Templin (LL) | VfB 1921 Krieschow (LL) SV Wacker 09 Cottbus Ströbitz (LL) SV Blau-Weiß Petershagen-Eggersdorf (LL) 1.FC Guben (LL) FSV Glückauf Brieske-Senftenberg (LL) FSV Dynamo Eisenhüttenstadt (LL) FV Erkner 1920 (LL) Ludwigsfelder FC (LL) SG Phönix Wildau 95 (LL) Kolkwitzer SV 1896 (LL) BSC Preußen 07 Blankenfelde-Mahlow (LL) SG Burg (LL) FV Blau-Weiß 90 Briesen/Mark (LL) MSV 19 Rüdersdorf (LL) |
| Kreispokalsieger 17 Kreispokalsieger der Saison 2013/14 |                                                                    | | | | |
| Barnim 1 SG Union Klosterfelde (LL) | Dahmeland 2 SG Phönix Wildau 95 (LL)                               | Elbe/Elster VfB Herzberg 68 (LK) | Havelland Fortuna Babelsberg (LK) | Jüterbog/Luckenwalde SG 1910 Woltersdorf (KOL) | Märkisch/Oderland SG Grün-Weiß Rehfelde (LK) |
| Niederlausitz 3 VfB 1921 Krieschow II (KOL) | Oberhavel FC Kemmen 1920 (KOL)                                     | Oder/Neiße SG Aufbau Eisenhüttenstadt (LK) | Ostprignitz/Ruppin SV Union Neuruppin (LK) | Ostuckermark Angermünder FC (KOL) | Prignitz 4 SSV Einheit Perleberg (LL) |
| Senftenberg SV Großräschen (LK) | Spree Storkower SC (LK)                                            | Spreewald SV Grün-Weiß Lübben (LK) | Westhavelland SG Lok Brandenburg (LK) | Westuckermark Parmer SV (KOL) | |
| Ligaebene in Klammern: • 3L = 3. Liga • RL = Regionalliga • OL = Oberliga • VL = Verbandsliga • LL = Landesliga • LK = Landesklasse • KOL = Kreisoberliga • KL = Kreisliga |                                                                    | | | | |

## Spielmodus
Der brandenburgische Landespokal 2014/15 wurde im K.-o.-System ausgetragen. Es wird zunächst versucht, in 90 Minuten einen Gewinner auszuspielen. Sollte es danach unentschieden stehen, kommt es wie in anderen Pokalwettbewerben zu einer dreißigminütigen Verlängerung. Sollte danach immer noch kein Sieger feststehen, wird dieser dann im Elfmeterschießen nach dem bekannten Muster ermittelt.

## Qualifikation
In der Qualifikationsrunde trafen 14 der 17 Kreispokalsieger aufeinander.
Die Vereine SV 1908 GW Ahrensfelde, FC Kemmen 1920, Storkower SC erhielten, für die Qualifikationsrunde, je ein Freilos.
| Datum      |                                 | Ergebnis |                            |
| ---------- | ------------------------------- | -------- | -------------------------- |
| 09.08.2014 | Parmer SV (KOL)                 | 0:3      | Angermünder FC (KOL)       |
| 09.08.2014 | SV Siethen 1977 (LK)            | 1:5      | VfB Herzberg 68 (LK)       |
| 09.08.2014 | SV Motor Cottbus-Saspow (KOL)   | 3:6      | SV Grün-Weiß Lübben (LK)   |
| 09.08.2014 | SG 1910 Woltersdorf (KOL)       | 0:5      | SV Großräschen (LK)        |
| 09.08.2014 | SG Lok Brandenburg (LK)         | 0:4      | Pritzwalker FHV 03 (LK)    |
| 09.08.2014 | SG Aufbau Eisenhüttenstadt (LK) | 5:3      | SG Grün-Weiß Rehfelde (LK) |
| 09.08.2014 | SV Union Neuruppin (LK)         | 2:1      | Fortuna Babelsberg (LK)    |

## 1. Hauptrunde
An der 1. Hauptrunde nahmen die Sieger der Qualifikationsrunde und die restlichen 57 Mannschaften teil.
| Datum      |                                       | Ergebnis              |                                          |
| ---------- | ------------------------------------- | --------------------- | ---------------------------------------- |
| 09.08.2014 | TSV Chemie Premnitz (LL)              | 2:2 n. V. (4:2 i. E.) | FC Stahl Brandenburg (VL)                |
| 13.08.2014 | SC Eintracht Miersdorf/Zeuthen (VL)   | 0:4                   | FC Energie Cottbus (3L)                  |
| 13.08.2014 | Schönwalder SV (LL)                   | 1:7                   | FSV Optik Rathenow (OL)                  |
| 14.08.2014 | Ludwigsfelder FC (LL)                 | 3:0                   | Werderaner FC Viktoria 1920 (VL)         |
| 15.08.2014 | Angermünder FC (KOL)                  | 0:1                   | FV Preussen Eberswalde (VL)              |
| 15.08.2014 | FC Kremmen 1920 (KOL)                 | 1:4                   | Märkischer SV 1919 Neuruppin (VL)        |
| 16.08.2014 | VfB Herzberg 68 (LK)                  | 1:0                   | BSC Preußen 07 Blankenfelde-Mahlow (LL)  |
| 16.08.2014 | SV Grün-Weiß Lübben (LK)              | 0:2                   | VfB 1921 Krieschow (LL)                  |
| 16.08.2014 | SV Großräschen (LK)                   | 4:1                   | SG Burg (LL)                             |
| 16.08.2014 | Pritzwalker FHV 03 (LK)               | 1:3                   | SV Grün-Weiß Brieselang (LL)             |
| 16.08.2014 | SG Aufbau Eisenhüttenstadt (LK)       | 0:6                   | Oranienburger FC Eintracht 1901 (VL)     |
| 16.08.2014 | SG Phönix Wildau 95 (LL)              | 1:3                   | SV Babelsberg 03 (RL)                    |
| 16.08.2014 | Kolkwitzer SV 1896 (LL)               | 1:6                   | Breesener SV Guben Nord (VL)             |
| 16.08.2014 | SG Union Klosterfelde (LL)            | 1:0                   | FSV Forst Borgsdorf (LL)                 |
| 16.08.2014 | SSV Einheit Perleberg (LL)            | 0:1 n. V.             | SV Falkensee-Finkenkrug (VL)             |
| 16.08.2014 | TSG Einheit Bernau (LL)               | 2:4                   | SV Blau-Weiß Petershagen-Eggersdorf (LL) |
| 16.08.2014 | SV 1908 Grün-Weiß Ahrensfelde (LK)    | 3:1                   | FSV Bernau (LL)                          |
| 16.08.2014 | FV Blau-Weiß 90 Briesen/Mark (LL)     | 0:2                   | SV Germania 90 Schöneiche (OL)           |
| 16.08.2014 | SV Wacker 09 Cottbus Ströbitz (LL)    | 2:1                   | VfB Hohenleipisch 1912 (VL)              |
| 16.08.2014 | FSV Glückauf Brieske-Senftenberg (LL) | 1:3                   | FSV 63 Luckenwalde (OL)                  |
| 16.08.2014 | 1.FC Guben (LL)                       | 0:4                   | Eisenhüttenstädter FC Stahl (VL)         |
| 16.08.2014 | MSV 19 Rüdersdorf (LL)                | 0:3                   | FSV Union Fürstenwalde (OL)              |
| 16.08.2014 | FSV Dynamo Eisenhüttenstadt (LL)      | 1:4                   | SV Victoria Seelow (VL)                  |
| 16.08.2014 | SC Oberhavel Velten (LL)              | 1:5                   | FC Strausberg (OL)                       |
| 16.08.2014 | SG Michendorf (LL)                    | 0:8                   | RSV Waltersdorf 1909 (VL)                |
| 16.08.2014 | SC Victoria 1914 Templin (LL)         | 2:8                   | SV Altlüdersdorf (OL)                    |
| 16.08.2014 | FSV Babelsberg 74 (LL)                | 1:3 n. V.             | RSV Eintracht 1949 (VL)                  |
| 16.08.2014 | FC Falkenthaler Füchse 1994 (LL)      | 0:4                   | Brandenburger SC Süd 05 (OL)             |
| 16.08.2014 | FC Schwedt 02 (LL)                    | 2:1                   | FC 98 Hennigsdorf (VL)                   |
| 16.08.2014 | Storkower SC (LK)                     | 0:4                   | 1. FC Frankfurt (VL)                     |
| 16.08.2014 | FV Erkner 1920 (LL)                   | 0:3                   | TuS 1896 Sachsenhausen (VL)              |
| 17.08.2014 | SV Union Neuruppin (LK)               | 1:2                   | SV Schwarz-Rot Neustadt (Dosse) (LL)     |

## 2. Hauptrunde
An der 2. Hauptrunde nahmen die 32 Sieger der 1. Hauptrunde teil.
| Datum      |                                          | Ergebnis              |                                      |
| ---------- | ---------------------------------------- | --------------------- | ------------------------------------ |
| 02.09.2014 | SG Union Klosterfelde (LL)               | 2:4                   | SV Babelsberg 03 (RL)                |
| 04.09.2014 | SV Victoria Seelow (VL)                  | 3:1 n. V.             | FC Schwedt 02 (LL)                   |
| 04.09.2014 | FV Preussen Eberswalde (VL)              | 0:2                   | FSV 63 Luckenwalde (OL)              |
| 05.09.2014 | SV Falkensee-Finkenkrug (VL)             | 3:2                   | FC Strausberg (OL)                   |
| 06.09.2014 | 1. FC Frankfurt (VL)                     | 0:4                   | SV Altlüdersdorf (OL)                |
| 06.09.2014 | Ludwigsfelder FC (LL)                    | 1:0                   | Breesener SV Guben Nord (VL)         |
| 06.09.2014 | VfB Herzberg 68 (LK)                     | 1:8                   | VfB 1921 Krieschow (LL)              |
| 06.09.2014 | SV Blau-Weiß Petershagen-Eggersdorf (LL) | 3:0                   | Märkischer SV 1919 Neuruppin (VL)    |
| 06.09.2014 | TuS 1896 Sachsenhausen (VL)              | 2:2 n. V. (3:5 i. E.) | Brandenburger SC Süd 05 (OL)         |
| 06.09.2014 | SV Wacker 09 Cottbus Ströbitz (LL)       | 0:2                   | RSV Waltersdorf 1909 (VL)            |
| 06.09.2014 | TSV Chemie Premnitz (LL)                 | 1:0 n. V.             | RSV Eintracht 1949 (VL)              |
| 06.09.2014 | SV 1908 Grün-Weiß Ahrensfelde (LK)       | 0:3                   | SV Germania 90 Schöneiche (OL)       |
| 06.09.2014 | SV Schwarz-Rot Neustadt (Dosse) (LL)     | 2:1 n. V.             | FSV Optik Rathenow (OL)              |
| 06.09.2014 | Eisenhüttenstädter FC Stahl (VL)         | 0:2                   | FSV Union Fürstenwalde (OL)          |
| 06.09.2014 | SV Grün-Weiß Brieselang (LL)             | 5:1                   | Oranienburger FC Eintracht 1901 (VL) |
| 10.09.2014 | SV Großräschen (LK)                      | 0:6                   | FC Energie Cottbus (3L)              |

## Achtelfinale
Am Achtelfinale nahmen die 16 Sieger der 2. Hauptrunde teil.
| Datum      |                                          | Ergebnis  |                                |
| ---------- | ---------------------------------------- | --------- | ------------------------------ |
| 10.10.2014 | FSV 63 Luckenwalde (OL)                  | 0:3       | SV Babelsberg 03 (RL)          |
| 10.10.2014 | RSV Waltersdorf 1909 (VL)                | 1:2 n. V. | SV Falkensee-Finkenkrug (VL)   |
| 10.10.2014 | SV Victoria Seelow (VL)                  | 1:2       | SV Germania 90 Schöneiche (OL) |
| 12.10.2014 | TSV Chemie Premnitz (LL)                 | 0:6       | SV Altlüdersdorf (OL)          |
| 12.10.2014 | SV Grün-Weiß Brieselang (LL)             | 3:1       | VfB 1921 Krieschow (LL)        |
| 12.10.2014 | SV Blau-Weiß Petershagen-Eggersdorf (LL) | 1:3       | Brandenburger SC Süd 05 (OL)   |
| 12.10.2014 | SV Schwarz-Rot Neustadt (Dosse) (LL)     | 0:1 n. V. | FSV Union Fürstenwalde (OL)    |
| 12.10.2014 | Ludwigsfelder FC (LL)                    | 0:5       | FC Energie Cottbus (3L)        |

## Viertelfinale
Am Viertelfinale nahmen die acht Sieger des Achtelfinals teil.
| Datum      |                                | Ergebnis |                              |
| ---------- | ------------------------------ | -------- | ---------------------------- |
| 15.11.2014 | SV Grün-Weiß Brieselang (LL)   | 0:1      | FC Energie Cottbus (3L)      |
| 15.11.2014 | SV Germania 90 Schöneiche (OL) | 1:3      | SV Babelsberg 03 (RL)        |
| 16.11.2014 | SV Falkensee-Finkenkrug (VL)   | 0:2      | SV Altlüdersdorf (OL)        |
| 16.11.2014 | FSV Union Fürstenwalde (OL)    | 2:0      | Brandenburger SC Süd 05 (OL) |

## Halbfinale
Am Halbfinale nahmen die vier Sieger des Viertelfinales teil.
| Datum      |                             | Ergebnis              |                         |
| ---------- | --------------------------- | --------------------- | ----------------------- |
| 02.04.2015 | FSV Union Fürstenwalde (OL) | 0:0 n. V. (5:4 i. E.) | SV Altlüdersdorf (OL)   |
| 15.04.2015 | SV Babelsberg 03 (RL)       | 0:2                   | FC Energie Cottbus (3L) |

## Finale
| FSV Union Fürstenwalde                                        | FSV Union Fürstenwalde | FC Energie Cottbus | FC Energie Cottbus |
| ------------------------------------------------------------- | --- | --- | ------------------ |
| FSV Union Fürstenwalde                                        | \| 6. Mai 2015 um 18:00 Uhr in Fürstenwalde/Spree (Bonava-Arena) \| \| Ergebnis: 2:3 (1:3) \| \| Zuschauer: 3.442 \| \| Schiedsrichter: Frank Heinze \| \| Spielbericht \| | \| 6. Mai 2015 um 18:00 Uhr in Fürstenwalde/Spree (Bonava-Arena) \| \| Ergebnis: 2:3 (1:3) \| \| Zuschauer: 3.442 \| \| Schiedsrichter: Frank Heinze \| \| Spielbericht \|                                                                                                  | FC Energie Cottbus |
| FSV Union Fürstenwalde                                        | Konstantin Filatow – Christian Schulze, Lucas Bähr, Robert Weinert, Amadeus Wallschläger (84. Daniel Dressler), Roland Richter – Michael Braune, Mark Schmidt (53. Darryl Geurts), Rifat Gelici – Christian Mlynarczyk, Marc Fingas (84. Sapir Shalev) Cheftrainer: Mario Reichel | Kevin Müller – Uwe Möhrle , Cédric Mimbala, Thomas Hübener, Robert Berger (55. Ronny Garbuschewski) – Nikolas Ledgerwood, Torsten Mattuschka (70. Frederick Kyereh), Fanol Perdedaj, Marco Holz – Tim Kleindienst (86. Andy Hebler), Sven Michel Cheftrainer: Stefan Krämer | FC Energie Cottbus |
| FSV Union Fürstenwalde                                        | 1:0 Rifat Gelici (7.) 2:3 Roland Richter (90.+1', FE) | 1:1 Christian Schulze (9., ET) 1:2 Nikolas Ledgerwood (14.) 1:3 Tim Kleindienst (30.) | FC Energie Cottbus |
| FSV Union Fürstenwalde                                        | Christian Schulze, Lucas Bähr, Robert Weinert, Michael Braune | Kevin Müller, Fanol Perdedaj, Tim Kleindienst | FC Energie Cottbus |
| FSV Union Fürstenwalde                                        | Sven Michel | | FC Energie Cottbus |
| FSV Union Fürstenwalde                                        | Spieler des Spiels: Roland Richter (FSV Union Fürstenwalde) | | FC Energie Cottbus |
| 6. Mai 2015 um 18:00 Uhr in Fürstenwalde/Spree (Bonava-Arena) | | |                    |
| Ergebnis: 2:3 (1:3)                                           | | |                    |
| Zuschauer: 3.442                                              | | |                    |
| Schiedsrichter: Frank Heinze                                  | | |                    |
| Spielbericht                                                  | | |                    |

## Beste Torschützen
Nachfolgend sind die besten Torschützen des brandenburgischen Landespokals aufgeführt.
| Rang | Spieler           | Klub                       | Tore |
| ---- | ----------------- | -------------------------- | ---- |
| 1    | Renè Görisch      | Brandenburger SC Süd 05    | 6    |
| 2    | Hassan Salhab     | SV Altlüdersdorf           | 5    |
| 3    | Lucas Albrecht    | SV Babelsberg 03           | 4    |
|      | Sebastian Gigold  | SV Altlüdersdorf           | 4    |
|      | Kevin Owczarek    | SV Babelsberg 03           | 4    |
|      | Eliseu Said Baldè | FSV Optik Rathenow         | 4    |
|      | Yusuf Samanci     | RSV Waltersdorf 09         | 4    |
|      | Michael Schuldig  | Oranienburger FC Eintracht | 4    |
| 4    | Robert Budzalek   | SV Victoria Seelow         | 3    |
|      | / Soheil Gouhari  | SV Falkensee-Finkenkrug    | 3    |

## Der Landespokalsieger im DFB-Pokal 2015/16
| Datum      | Heim                    | Ergebnis | Auswärts             | Runde         |
| ---------- | ----------------------- | -------- | -------------------- | ------------- |
| 09.08.2015 | FC Energie Cottbus (3L) | 0:3      | 1. FSV Mainz 05 (1L) | 1. Hauptrunde |